# Zamek w Kliczkowie
Zamek Kliczków – zabytkowy zamek we wsi Kliczków (gm. Osiecznica, pow. bolesławiecki, woj. dolnośląskie).
Na Zamku w Kliczkowie znajdują się teksty propagandowe datowane na lata 40. XX w.

## Historia[potrzebne źródło]
- 1297 (?) powstanie murowano-drewnianego zamku na wysokim, prawym brzegu Kwisy w systemie warowni granicznych książąt świdnicko-jaworskich. Ufundowany prawdopodobnie przez Bolka I Surowego do obrony przed najazdami czeskimi,
- pod koniec XIV wieku zamek utracił znaczenie obronne; lenno królów czeskich,
- 1579 Rechenbergowie otrzymują od cesarza Rudolfa II zamek wraz z folwarkiem jako lenno – przebudowano go na rezydencję renesansową; fundacja ołtarza w kościele pw. Trzech Króli; Kliczków otrzymał prawa miejskie i targowe,
- 1611 wizyta króla Czech i cesarza rzymskiego Macieja,
- po zakończeniu wojny trzydziestoletniej Kliczków jest własnością rodu von Schellendorf,
- 1703 dobra w spadku otrzymuje rodzina von Frankenberg związana z niemieckim dworem cesarza Leopolda I; wokół zamku powstaje założenie parkowe,
- 1747 majątek kliczkowski nabywa rodzina von Promnitz,
- w posiadaniu rodziny zu Solms-Baruth od 1767 aż do konfiskaty majątku przez nazistów podczas II wojny światowej na skutek aresztowań po nieudanym zamachu na Hitlera,
- w okresie wojen napoleońskich majątek zniszczony i rozgrabiony przez wojska napoleońskie,
- w XIX wieku rezydencja kilkakrotnie gruntownie przebudowywana, największa przebudowa miała miejsce w latach 1879-1882, kiedy zamek rozbudowano według projektu Karola von Grossheim i Heinricha Kaysera[2],
- w latach 1877–1918 na zaproszenie właściciela dóbr w Kliczkowie gościł wielokrotnie cesarz niemiecki Wilhelm II,
- majątek przetrwał II wojnę światową bez większych zniszczeń; w 1945 doszczętnie rozgrabiony przez Armię Czerwoną i szabrowników podążających za frontem; następnie siedziba nadleśnictwa, częściowo uszkodzony,
- latem i jesienią 1953 w zamku formuje się Komenda 14 Poligonu Artyleryjskiego,
- 1967 Jednostka Wojskowa Nr 5430 (14 Poligon Artyleryjski) została przeformowana w Ośrodek Szkolenia Poligonowego Wojsk Lądowych Żagań,
- 1979 Ośrodek Szkolenia Poligonowego Wojsk Lądowych został dyslokowany do miejscowości Dobre nad Kwisą,
- 1970 zrujnowany obiekt przejmuje Politechnika Wrocławska; pierwsze powojenne próby remontu zamku,
- pod koniec XX wieku wrocławska firma Integer SA kupiła ruiny zamku wraz z częścią zdewastowanego parku od gminy Osiecznica,
- 2001 zakończono kompleksową odbudowę i adaptację kliczkowskiego zamku na centrum hotelowo-konferencyjne,
- 2007 latem w Zamku Kliczków zostało uruchomione w pełni Centrum SPA,
- 2011-2012 przeprowadzono adaptację dawnych zabudowań folwarcznych na cele hotelowe[3]
- 2012 uruchomiono hotel "Folwark Książęcy przy Zamku Kliczków"[4]

## Herby
Na wieży nad główną bramą wjazdową i oknami pierwszego piętra kartusz z herbem zu Solms-Baruth poniżej w portalu bramy kartusz z herbem von Frankenberg. W portalu w północnym skrzydle zamkowym herb von Promnitz. W innym miejscu nad oknami pod krawędzią dachu dwa pola herbowe zwieńczone koroną grafa (hrabiego): zu Solms-Baruth  (L) i von Reichenbach  (P).

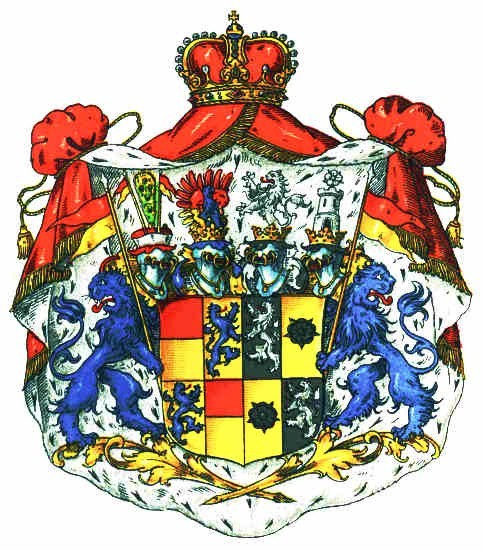
Herb Solms Baruth, książęcy
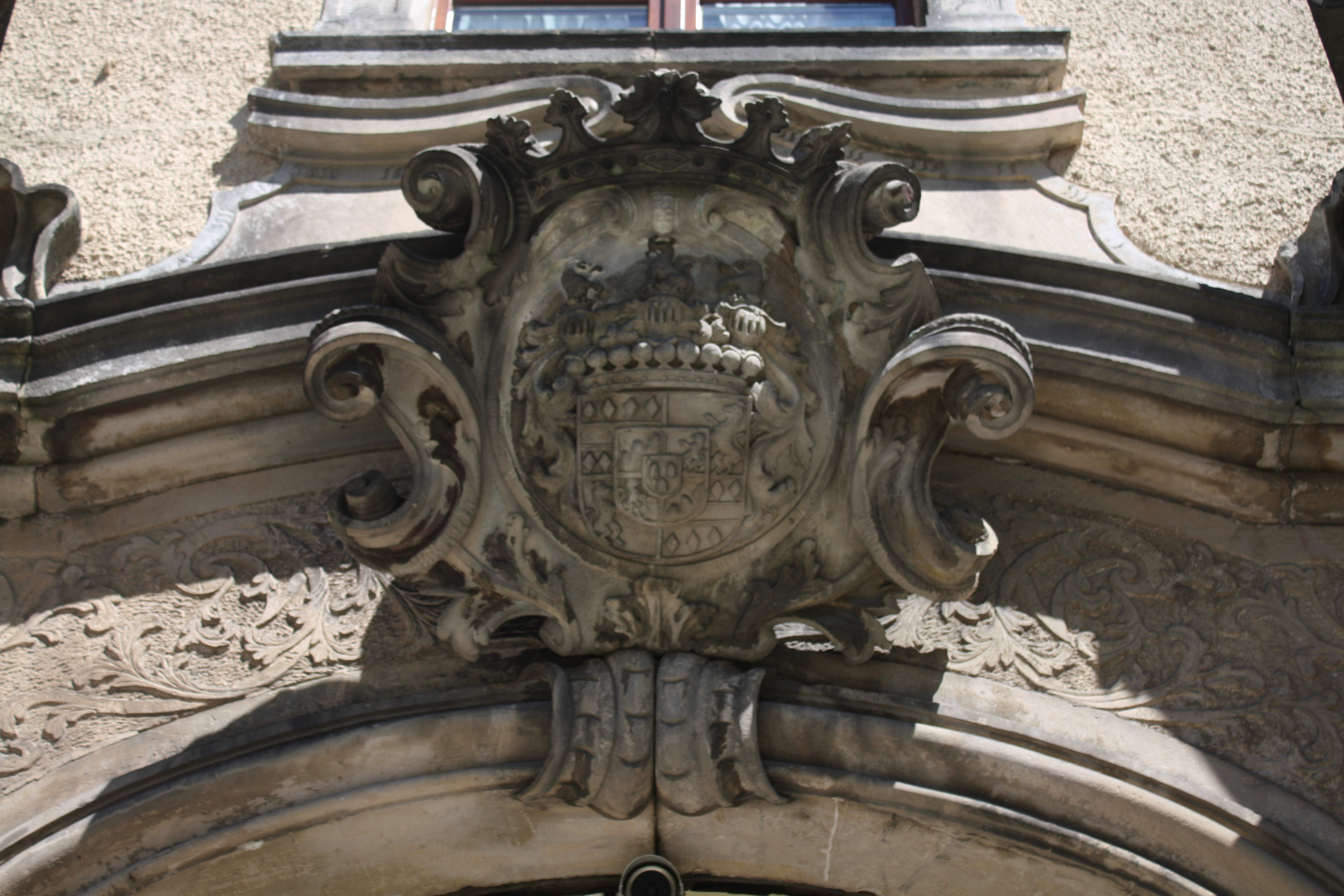
Kartusz z herbem von Frankenberg
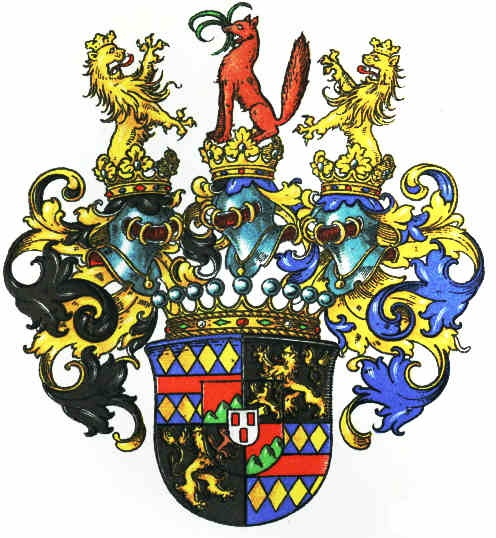
Frankenberg u. Ludwigsdorff, hr.
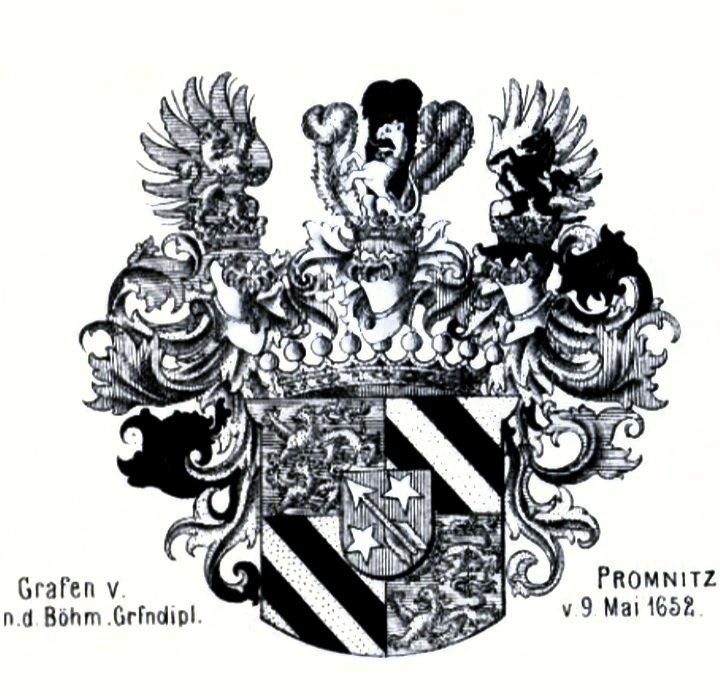
Herb Promnitz, hrabiowski
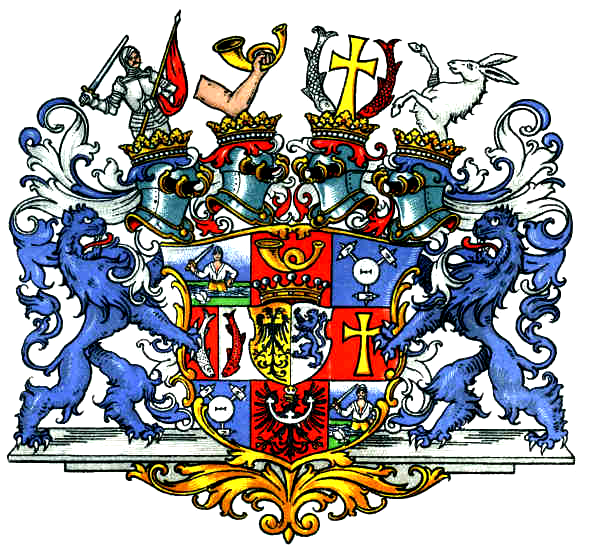
Herb Reichenbach

## Wyróżnienia
- w 2015 zamkowy hotel znalazł się w zestawieniu "TOP 10 hoteli w zamkach w Polsce"[14]
- w 2016 nominacja w plebiscycie "National Geographic" w 6. edycji konkursu "7 Nowych Cudów Polski"[15]
- Zamek w Kliczkowie posiada Certyfikat Polskiej Organizacji Turystycznej "Najlepszy Produkt Turystyczny"[16]

## W kulturze popularnej
W 2016 Zamek w Kliczkowie stał się sceną serialu Komisja morderstw.